# Copa América 1991
La Copa América 1991 fu la trentacinquesima edizione del massimo torneo sudamericano per nazionali di calcio.
Ad organizzare il torneo fu il Cile e le partite si svolsero dal 6 al 21 luglio 1991. A vincere il torneo fu l'Argentina, che prevalse su un girone finale sul Brasile, sui padroni di casa e sulla Colombia e vinse così il suo tredicesimo trofeo.

## Città e stadi
Sedi della Copa América 1991 furono le seguenti città con i relativi stadi:
| Città        | Stadio              | Capacità |
| ------------ | ------------------- | -------- |
| Santiago     | Estadio Nacional    | 76.500   |
| Concepción   | Estadio Municipal   | 35.000   |
| Valparaíso   | Estadio Playa Ancha | 19.000   |
| Viña del Mar | Estadio Sausalito   | 18.000   |

## Nazionali partecipanti
Presero parte al torneo tutte le 10 nazionali affiliate alla CONMEBOL. Come formula della manifestazione fu confermata quella dell'edizione 1989: primo turno con due gironi all'italiana da 5 squadre ciascuno; le prime due si qualificano al girone finale, da 4 squadre, la cui vincente si aggiudica il torneo.
| N° | Nazione   | Iscrizione CONMEBOL | Note                         |
| -- | --------- | ------------------- | ---------------------------- |
| 1  | Argentina | 1916                |                              |
| 2  | Brasile   | 1916                | Detentore Coppa America 1989 |
| 3  | Cile      | 1916                | Nazione ospitante            |
| 4  | Uruguay   | 1916                |                              |
| 5  | Paraguay  | 1921                |                              |
| 6  | Perù      | 1925                |                              |
| 7  | Bolivia   | 1926                |                              |
| 8  | Ecuador   | 1927                |                              |
| 9  | Colombia  | 1936                |                              |
| 10 | Venezuela | 1952                |                              |

I gironi iniziali ebbero la seguente composizione:
Gruppo A
- Argentina
- Cile
- Paraguay
- Perù
- Venezuela

Gruppo B
- Bolivia
- Brasile
- Colombia
- Ecuador
- Uruguay

## Primo turno

### Gruppo A

#### Risultati
| Arbitro: | Pérez |

|                        |           |  |
| Rubio 22’ Zamorano 34’ | Marcatori |  |

| Arbitro: | Ortubé |

|            |           |  |
| Monzón 21’ | Marcatori |  |

| Arbitro: | Filippi |

|                                                  |           |                           |
| Rubio 16’ Contreras 51’ (rig.) Zamorano 61’, 74’ | Marcatori | 59’ Maestri 71’ Del Solar |

| Arbitro: | Villavicencio |

|                                        |           |  |
| Batistuta 28’, 50’ (rig.) Caniggia 43’ | Marcatori |  |

| Arbitro: | Torres |

|                                                               |           |  |
| Neffa 34’ Guirland 38’ Monzón 75’, 87’ (rig.) V. Sanabria 81’ | Marcatori |  |

| Arbitro: | Wright |

|               |           |  |
| Batistuta 81’ | Marcatori |  |

| Arbitro: | Pérez |

|                                                             |           |                      |
| La Rosa 9’, 55’ Cavallo 21’ (aut.) Del Solar 58’ Hirano 62’ | Marcatori | 14’ (aut.) Del Solar |

| Arbitro: | Filippi |

|                                                    |           |             |
| Batistuta 40’ Simeone 61’ Astrada 70’ Caniggia 81’ | Marcatori | 79’ Cardozo |

| Arbitro: | Ortubé |

|                                        |           |                             |
| Latorre 3’ Craviotto 51’ C. García 57’ | Marcatori | 35’ (rig.) Yáñez 65’ Hirano |

| Arbitro: | Wright |

|                                           |           |  |
| Rubio 12’ Zamorano 15’ Estay 63’ Vera 68’ | Marcatori |  |

#### Classifica
| Pos. | Squadra   | Pt | G | V | N | P | GF | GS | DR  |
| ---- | --------- | -- | - | - | - | - | -- | -- | --- |
| 1.   | Argentina | 8  | 4 | 4 | 0 | 0 | 11 | 3  | +8  |
| 2.   | Cile      | 6  | 4 | 3 | 0 | 1 | 10 | 3  | +7  |
| 3.   | Paraguay  | 4  | 4 | 2 | 0 | 2 | 7  | 8  | -1  |
| 4.   | Perù      | 2  | 4 | 1 | 0 | 3 | 9  | 9  | 0   |
| 5.   | Venezuela | 0  | 4 | 0 | 0 | 4 | 1  | 15 | -14 |

### Gruppo B

#### Risultati
| Arbitro: | Escobar |

|              |           |  |
| De Ávila 25’ | Marcatori |  |

| Arbitro: | Maciel |

|            |           |            |
| Castro 73’ | Marcatori | 16’ Suárez |

| Arbitro: | Castro |

|                   |           |              |
| Méndez 49’ (rig.) | Marcatori | 44’ Aguinaga |

| Arbitro: | Ramírez |

|                           |           |                       |
| Neto 5’ (rig.) Branco 47’ | Marcatori | 89’ (rig.) E. Sánchez |

| Viña del Mar 11 luglio 1991 | Colombia | 0 – 0 | Bolivia | Estadio Sausalito (15.448 spett.)\| Arbitro: \| Farías \| |
| Arbitro:                    | Farías   |       |         |                                                           |

| Arbitro: | Loustau |

|                |           |            |
| João Paulo 29’ | Marcatori | 66’ Méndez |

| Arbitro: | Castro |

|                                                 |           |  |
| Aguinaga 32’ Avilés 42’, 73’ Ramírez 80’ (rig.) | Marcatori |  |

| Arbitro: | Maciel |

|                          |           |  |
| De Ávila 35’ Iguarán 66’ | Marcatori |  |

| Arbitro: | Loustau |

|            |           |  |
| Méndez 19’ | Marcatori |  |

| Arbitro: | Escobar |

|                                                   |           |           |
| Mazinho II 8’ Márcio Santos 54’ Luís Henrique 89’ | Marcatori | 12’ Muñoz |

#### Classifica
| Pos. | Squadra  | Pt | G | V | N | P | GF | GS | DR |
| ---- | -------- | -- | - | - | - | - | -- | -- | -- |
| 1.   | Colombia | 5  | 4 | 2 | 1 | 1 | 3  | 1  | +2 |
| 2.   | Brasile  | 5  | 4 | 2 | 1 | 1 | 6  | 5  | +1 |
| 3.   | Uruguay  | 5  | 4 | 1 | 3 | 0 | 4  | 3  | +1 |
| 4.   | Ecuador  | 3  | 4 | 1 | 1 | 2 | 6  | 5  | +1 |
| 5.   | Bolivia  | 2  | 4 | 0 | 2 | 2 | 2  | 7  | -5 |

## Girone finale

### Risultati
| Arbitro: | Maciel |

|                              |           |                          |
| Franco 1’, 29’ Batistuta 46’ | Marcatori | 5’ Branco 52’ João Paulo |

| Arbitro: | Filippi |

|              |           |             |
| Zamorano 74’ | Marcatori | 37’ Iguarán |

| Santiago 19 luglio 1991 | Argentina | 0 – 0 | Cile | Estadio Nacional de Chile (37.612 spett.)\| Arbitro: \| Filippi \| |
| Arbitro:                | Filippi   |       |      |                                                                    |

| Arbitro: | Ramírez |

|                              |           |  |
| Renato 29’ Branco 76’ (rig.) | Marcatori |  |

| Arbitro: | Loustau |

|                                 |           |  |
| Mazinho II 8’ Luís Henrique 55’ | Marcatori |  |

| Arbitro: | Escobar |

|                           |           |              |
| Simeone 11’ Batistuta 19’ | Marcatori | 70’ De Ávila |

### Classifica
| Pos. | Squadra   | Pt | G | V | N | P | GF | GS | DR |
| ---- | --------- | -- | - | - | - | - | -- | -- | -- |
| 1.   | Argentina | 5  | 3 | 2 | 1 | 0 | 5  | 3  | +2 |
| 2.   | Brasile   | 4  | 3 | 2 | 0 | 1 | 6  | 3  | +3 |
| 3.   | Cile      | 2  | 3 | 0 | 2 | 1 | 1  | 3  | -2 |
| 4.   | Colombia  | 1  | 3 | 0 | 1 | 2 | 2  | 5  | -3 |

## Classifica marcatori
6 goal
- Batistuta.

5 goal
- Zamorano.

3 goal
- Branco;
- Rubio;
- de Ávila;
- Monzón;
- Méndez.

2 goal
- Caniggia, Franco e Simeone;
- João Paulo, Luís Henrique e Mazinho II;
- Iguarán;
- Aguinaga e Avilés;
- Del Solar, Hirano e La Rosa.

1 goal
- Astrada, Craviotto, C. García e Latorre;
- E. Sánchez e B. Suárez;
- Márcio Santos, Neto e Renato;
- Contreras, Estay e Vega;
- Muñoz e Ramírez;
- Cardozo, Guirland, Neffa e V. Sanabria;
- Yáñez e Maestri;
- Castro.

autoreti
- Del Solar (pro Venezuela);
- Cavallo (pro Perù).

## Arbitri
- Juan Carlos Loustau
- Óscar Ortubé
- José Roberto Wright
- Gastón Castro
- Armando Pérez Hoyos
- José Torres Cadena

- Milton Villavicencio
- Juan Francisco Escobar
- Carlos Maciel
- José Ramírez
- Ernesto Filippi
- Francisco Farías